# El diario del Chavo del 8
El diario del Chavo del 8 es un libro, relato y novela escrito por el mismo creador de ese personaje; Roberto Gómez Bolaños en 1995.

## Reseña
El diario del Chavo del Ocho cuenta la trayectoria que vivió el personaje de El Chavo, desde antes de su llegada a la vecindad y sus aventuras en ella. El libro está compuesto por 163 páginas que cuentan las historias que no aparecen en la serie que tienen los personajes de la vecindad, algunas dramáticas y todas estas son relatadas por el protagonista el Chavo. En el libro también se encuentran viñetas y dibujos realizados por el mismo Roberto.
En internet hace varios años circula el rumor de que el libro menciona el verdadero nombre del Chavo, pero el texto no contiene ninguna referencia a ese tema.